# Fabienne Meyer
Pour les articles homonymes, voir Meyer.
Fabienne Meyer est une bobeuse suisse, née le 28 novembre 1981 à Langenthal.

## Biographie
Elle commence le bobsleigh au haut niveau en 2005.
En 2008, elle devient championne du monde junior.
Aux Jeux olympiques d'hiver de 2010, elle est 10e du bob à deux.  
Aux Championnats d'Europe 2012, elle gagne la médaille de bronze et à ceux de 2014 à Königssee, elle remporte le titre en même temps de remporter sa première course de Coupe du monde.
Aux Jeux olympiques d'hiver de 2014, elle prend la 8e place en bob à deux avec Tanja Mayer. 
Elle arrête sa carrière après les Jeux olympiques de Sotchi 2014.

## Palmarès

### Coupe du monde
- 8 podiums  : 
  - en bob à 2 : 1 victoire, 2 deuxièmes places et 5 troisièmes places.

#### Détails des victoires en Coupe du monde
| Édition   | Bob à 2   | Monobob |
| 2014-2015 | Königssee |         |